# Microregione di Serra do Teixeira
Serra do Teixeira è una microregione dello Stato di Paraíba in Brasile, appartenente alla mesoregione di Sertão Paraibano.

## Comuni
Comprende 11 comuni:
- Água Branca
- Cacimbas
- Desterro
- Imaculada
- Juru
- Manaíra
- Maturéia
- Princesa Isabel
- São José de Princesa
- Tavares
- Teixeira